# Mike Pellegrims
Mike Pellegrims (* 1. April 1968 in Antwerpen) ist ein ehemaliger belgischer Eishockeyspieler und derzeitiger -trainer mit deutscher Staatsangehörigkeit. Unter anderem arbeitete er als Trainer bei der Düsseldorfer EG und dem EC KAC. Sein Neffe Maxime ist ebenfalls professioneller Eishockeyspieler.

## Karriere

### Spieler
Mike Pellegrims begann seine Karriere als Eishockeyspieler in seiner belgischen Heimat bei Olympia Heist op den Berg, für das er von 1985 bis 1987 in der belgischen Eredivisie aktiv war und mit dem er in seinen ersten beiden Spielzeiten auf Anhieb jeweils den nationalen Meistertitel gewann. Anschließend spielte der Verteidiger drei Jahre lang für die Eaters Geleen in der niederländischen Eredivisie. Auch dort konnte er direkt überzeugen, sodass er für die Saison 1990/91 vom Spitzenteam IJshockey Club Utrecht verpflichtet wurde, mit dem er in seiner ersten Spielzeit den niederländischen Meistertitel gewann. Im Anschluss an diesen Erfolg kehrte er nach Geleen zurück und wurde mit seiner Mannschaft 1993 erstmals niederländischer Pokalsieger. Von 1994 bis 1996 stand er bei Brest Albatros Hockey in der französischen Ligue Magnus unter Vertrag und gehörte in beiden Spielzeiten zu den Topscorern seiner Mannschaft. In der Saison 1995/96 wurde er mit den Albatros Französischer Meister.
Nach seinen Erfolgen in unterklassigen europäischen Ligen, wurde Pellegrims 1996 von den Adler Mannheim aus der Deutschen Eishockey Liga verpflichtet. Mit diesen gewann er auf Anhieb drei Mal in Folge den deutschen Meistertitel und als Stammspieler konnte er bei den Adlern unter Beweis stellen, dass er auch im europäischen Spitzeneishockey mithalten konnte. Von 1999 bis 2001 spielte er für Mannheims Ligarivalen Berlin Capitals. Daraufhin wechselte er innerhalb der DEL zu den DEG Metro Stars, für die er insgesamt fünf Jahre lang auf dem Eis stand. In diesem Zeitraum nahm er drei Mal am DEL All-Star Game teil (2002, 2004 und 2005). Zur Saison 2006/07 schloss sich der Belgier mit deutscher Staatsangehörigkeit den Kassel Huskies aus der 2. Eishockey-Bundesliga an. Mit den Nordhessen gelang ihm im zweiten Anlauf in der Saison 2007/08 der Aufstieg als Zweitligameister in die Deutsche Eishockey Liga. Dort begann er auch die folgende Spielzeit, beendete die Saison 2008/09 jedoch beim EC KAC in der Erste Bank Eishockey Liga. Bei diesen war er in den Playoffs Stammspieler und trug mit je einem Tor und einer Vorlage in zwölf Playoff-Partien zum Gewinn der österreichischen Meisterschaft bei. Anschließend beendete er seine aktive Karriere.
Aus Anlass der Jubiläumsfeierlichkeiten zu einhundert Jahren belgischen Eishockeys wurde er im November 2008 gemeinsam mit Björn Steijlen, Jef Lekens, Willy Kreitz, Bob Moris senior und Bob Moris junior zum Mitglied der belgischen Jahrhundertmannschaft ernannt.

### Trainer
Zur Saison 2009/10 übernahm Pellegrims erstmals ein Amt als Cheftrainer und führte seinen niederländischen Ex-Klub Eaters Geleen in seiner ersten Spielzeit hinter der Bande zum Gewinn des nationalen Pokalwettbewerbs. Anschließend war er unter dem Kanadier Mark Pederson Assistenztrainer der serbischen Eishockeynationalmannschaft bei der Weltmeisterschaft der Division I 2010, 2014/15 war er Assistenztrainer und in der Saison 2015/16 Nationaltrainer der niederländischen Eishockeynationalmannschaft. Zwischen 2010 und 2016 stand Pellegrims bei den Grizzlys Wolfsburg in der DEL als Co-Trainer unter dem Deutsch-Tschechen Pavel Gross unter Vertrag.
Von April 2016 bis April 2017 war Pellegrims Cheftrainer des EC KAC, mit dem er Vizemeister wurde. Im April 2017 verkündete die Düsseldorfer EG die Verpflichtung von Pellegrims als neuem Cheftrainer. Ende Januar 2018 wurde er in Düsseldorf in Folge einer Serie mit sieben Niederlagen aus neun Spielen entlassen. Ab dem Beginn des Spieljahres 2018/19 wurde er als Co-Trainer bei den Adlern Mannheim tätig und arbeitete dort wie in Wolfsburg unter Pavel Gross. Am 28. März 2022 wurden er und Gross nach einem enttäuschenden Saisonverlauf entlassen.
Ab dem 18. Oktober 2023 war er nach der Freistellung von Daniel Kreutzer dessen Nachfolger als einer der Co-Trainer der Düsseldorfer EG. In dieser Position arbeitete er bis zum Juni 2024. Nach einer mehrmonatigen Auszeit wurde Pellegrims im November 2024 als Cheftrainer des EC Bad Nauheim aus der DEL2 vorgestellt. Bereits nach der Saison 2024/25 trennte sich der Verein wieder von dem Belgier.

### International
Mit der belgischen Nationalmannschaft nahm Pellegrims an der D-Weltmeisterschaft 1989 sowie den C-Weltmeisterschaften 1990, 1992, 1993, 2002 und 2003 und der B-Weltmeisterschaft 2004 teil. Bei insgesamt 35 WM-Spielen erzielte er 14 Tore und gab 33 Vorlagen. Bei den Weltmeisterschaften 1989, 1990, 1992 und 2002 wurde er jeweils in der belgischen WM-Gruppe zum besten Verteidiger gewählt. Bei der WM der Division II 2003 war er sowohl Topscorer als auch bester Vorlagengeber der Gruppe B.

## Erfolge und Auszeichnungen
| - 1986 Belgischer Meister mit Olympia Heist op den Berg - 1987 Belgischer Meister mit Olympia Heist op den Berg - 1991 Niederländischer Meister mit dem IJshockey Club Utrecht - 1993 Niederländischer Pokalsieger mit den Eaters Geleen - 1996 Französischer Meister mit den Brest Albatros Hockey - 1997 Deutscher Meister mit den Adler Mannheim - 1998 Deutscher Meister mit den Adler Mannheim - 1999 Deutscher Meister mit den Adler Mannheim - 2000 Teilnahme am DEL All-Star Game - 2002 Teilnahme am DEL All-Star Game | - 2004 Teilnahme am DEL All-Star Game - 2005 Teilnahme am DEL All-Star Game - 2006 Deutscher Pokalsieger mit den DEG Metro Stars - 2008 Meister der 2. Bundesliga und Aufstieg in die DEL mit den Kassel Huskies - 2008 Mitglied des belgischen Jahrhundertteams - 2009 Teilnahme am DEL All-Star Game (keine Teilnahme aufgrund Wechsel ins Ausland) - 2009 Österreichischer Meister mit dem EC KAC - 2010 Niederländischer Pokalsieger mit den Eaters Geleen (als Cheftrainer) - 2019 Deutscher Meister mit den Adler Mannheim (als Co-Trainer) |

### International
| - 1989 Bester Verteidiger der D-Weltmeisterschaft - 1990 Bester Verteidiger der C-Weltmeisterschaft - 1992 Bester Verteidiger der C-Weltmeisterschaft - 2002 Bester Verteidiger der Weltmeisterschaft der Division II, Gruppe A | - 2003 Aufstieg in die Division I bei der Weltmeisterschaft der Division II, Gruppe B - 2003 Topscorer der Weltmeisterschaft der Division II, Gruppe B - 2003 Bester Vorlagengeber der Weltmeisterschaft der Division II, Gruppe B |

## Karrierestatistik
(Legende zur Spielerstatistik: Sp oder GP = absolvierte Spiele; T oder G = erzielte Tore; V oder A = erzielte Assists; Pkt oder Pts = erzielte Scorerpunkte; SM oder PIM = erhaltene Strafminuten; +/− = Plus/Minus-Bilanz; PP = erzielte Überzahltore; SH = erzielte Unterzahltore; GW = erzielte Siegtore; 1 Play-downs/Relegation; Kursiv: Statistik nicht vollständig)